# روبرت إسكاربيت
روبرت إسكاربيت (بالفرنسية: Robert Escarpit)‏، المولود في 24 أبريل عام 1918 في سان ماكير (جرندة، فرنسا) والمتوفي في 19 نوفمبر عام 2000 في لانغون (جرندة)، كان أكاديميًا وكاتبًا وصحفيًا فرنسيًا. عُرف بمقالاته الساخرة في الصحف مثل لو موند التي كتب فيها نحو عشرين عمودًا شهريًا منذ عام 1949 وحتى عام 1979.

## حياته

### شبابه
أمضى إسكاربيت طفولته ومراهقته في جرندة. في سن الثامنة عشرة (1936)، اختار دراسة اللغة الإنجليزية، وذلك بحكم الضرورة والاهتمام لأنه أراد مواصلة دراسته. أنهى دراساته المشاركة والجامعية والعليا ليحصل بذلك على درجة «دكتوراه في الأدب». كان يعمل مدرسًا في مدرسة ثانوية في آركاشون (جرندة) في الفترة بين عامي 1943 و1945. بصفته متخصصًا في الأدب الإنجليزي، كتب نحو خمسين كتابًا بين مقالات خيالية واجتماعية وروايات.

### صحفي
عُرف إسكاربيت بقصصه القصيرة الساخرة في صحيفة لو موند، وبكونه ناقدًا أدبيًا للعديد من المجلات، وكاتبَ عمود في صحيفة لو ماتان في عام 1983، ثم صحيفة سود ويست.

### أستاذ وعالم اجتماع
بعد الحرب العالمية الثانية، شغل منصب الأمين العام ومدير المعهد الفرنسي لأمريكا اللاتينية في المكسيك. وفي وقت لاحق كان أستاذًا مساعدًا في الأدب الإنجليزي وأستاذ الأدب المقارن في كلية الآداب في بوردو (1951-1970)، ومؤسس مركز علم الاجتماع للأدب الذي افتُتح في عام 1960 (لاحقًا معهد الفن والأدب للتقنيات الشاملة).
عمل إسكاربيت بمنصب المدير العلمي لمشروع «القاموس الدولي للمصطلحات الأدبية»، وهو مشروع قيد التنفيذ بتمويل من الرابطة الدولية للأدب المقارن، تابعته جان ماري غراسين منذ عام 1988.

### دراسات التواصل
على حد قوله: «لقياس ركائز الكتابة، يجب على المرء أن يفهم ماهية القراءة، وكيفية تلقي الرسالة النصية. هذا نهج علمي محض». نشر مقالات في مجلة جامعة بلغراد، فيلولوسكي بريغليد، في عام 1963. نُشر كتابه علم اجتماع الأدب باللغة الفرنسية في عام 1958، وتُرجم إلى 23 لغة.
في عام 1965، كتب ثورة الكتاب، بناءً على طلب اليونسكو. تُرجم الكتاب إلى 20 لغة، وهو يحلل ظاهرة آليات السوق بطباعة كتب بغلاف ورقي والنتائج المترتبة على وصول كتب منخفضة التكلفة إلى العالم. وجد أنه تجب دراسة مشكلة الكتب باعتبارها مشكلة في التواصل من خلال الكتابة. لذلك، بسبب انغماسه في أدب «علم التواصل»، أصبح واحدًا من أوائل العلماء الذين قدموا علم التواصل وروّجوا له في فرنسا.

### الحياة المهنية والاعتراف بـ سي آي إس (مركز علم اجتماع الحقائق الأدبية)
في عام 1960، أسس إسكاربيت «مركز علم اجتماع الحقائق الأدبية» الذي أصبح في عام 1965 «معهد الفن والأدب للتقنيات الشاملة»، وفي عام 1978 «مختبر العلوم للمعلومات والاتصالات». حصل هذا المركز على الاعتراف بكونه المحرك لـ«مدرسة بوردو» الرائدة في هذا المجال.
في عام 1967، كُلف بإنشاء «مدرسة بوردو»، التي ركزت على الترفيه الاجتماعي الثقافي، وشغل منصب مديرها منذ عام 1970 وحتى عام 1975.
في عام 1972، تعاون مع كتّاب وباحثين وأكاديميين آخرين، بمن فيهم جان ميريات ورولاند بارثيس، لإنشاء مجموعة ضغط هدفها الحصول على اعتراف أكاديمي بعلوم المعلومات والاتصالات.
أدى هذا إلى إنشاء لجنة لعلوم المعلومات والاتصالات، التي أصبحت الجمعية الفرنسية لعلوم المعلومات والاتصالات (إس إف إس آي سي).
أصبح إسكاربيت رئيسًا لجامعة بوردو وأستاذ علوم المعلومات والاتصالات بين عامي 1975 و1978.